# Fiorentino Sullo

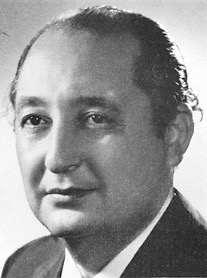
Fiorentino Sullo

Fiorentino Sullo (* 29. März 1921 in Paternopoli, Provinz Avellino; † 3. Juli 2000 in Salerno, Provinz Salerno) war ein italienischer Politiker der Democrazia Cristiana (DC) sowie später der Partito Socialista Democratico Italiano (PSDI), der zwischen 1948 und 1976 sowie erneut von 1979 bis 1987 Mitglied der Abgeordnetenkammer (Camera dei deputati) sowie mehrmals Minister war.

## Leben

### Mitglied der Abgeordnetenkammer und Unterstaatssekretär
Fiorentino Sullo absolvierte ein Studium, das er mit einem Laurea in lettere abgeschlossen hatte, und war danach als Lehrer tätig. Er absolvierte auch ein Studium der Rechtswissenschaften und beendete dieses mit einem Laurea in giurisprudenza. Nach Kriegsende wurde er für die Democrazia Cristiana (DC) am 25. Juni 1946 als Vertreter von Benevento Mitglied der Verfassungsgebenden Versammlung (Assemblea Costituente) und gehörte dieser bis zum 31. Januar 1948 an. Am 1. Juni 1948 wurde er für die Democrazia Cristiana (DC) erstmals Mitglied der Abgeordnetenkammer (Camera dei deputati) und fungierte in der ersten Legislaturperiode zwischen 8. Mai 1948 und dem 24. Juni 1953 als Sekretär des Präsidenten der Abgeordnetenkammer. In der zweiten Legislaturperiode übernahm er sein erstes Regierungsamt und war im Kabinett Scelba vom 11. Februar 1954 bis zum 6. Juli 1955 Unterstaatssekretär im Verteidigungsministerium (Sottosegretari di Stato alla Difesa). Anschließend war er vom 9. Juli 1955 bis zum 19. Mai 1957 im Kabinett Segni I sowie zwischen dem 23. Mai 1957 und dem 1. Juli 1958 im Kabinett Zoli Unterstaatssekretär im Ministerium für Industrie und Handel (Sottosegretari di Stato all’Industria e commercio).
Während der dritten Legislaturperiode fungierte Sullo zwischen dem 3. Juli 1958 und dem 17. Februar 1959 im Kabinett Fanfani II sowie im Anschluss vom 19. Februar bis zum 23. Februar 1959 im Kabinett Segni II als Unterstaatssekretär im Ministerium für staatliche Beteiligungen (Sottosegretari di Stato alle Partecipazioni statali).

### Minister
Am 25. März 1960 übernahm Fiorentino Sullo erstmals ein Ministeramt und bekleidete im Kabinett Tambroni vom 25. März bis 11. April 1960 den Posten als Verkehrsminister (Ministro dei Trasporti). Danach war er im Kabinett Fanfani III zwischen dem 26. Juli 1960 und dem 21. Februar 1962 Minister für Arbeit und Sozialversicherung (Ministro del Lavoro e previdenza sociale) sowie vom 21. Februar 1962 bis zum 21. Juni 1963 im Kabinett Fanfani IV Minister für öffentliche Arbeiten (Ministro dei Lavori pubblici). Das Amt als Minister für öffentliche Arbeiten bekleidete er in der vierten Legislaturperiode vom 21. Juni bis zum 4. Dezember 1963 auch im Kabinett Leone I. Später war er zwischen dem 30. März 1966 und dem 4. Juni 1968 Vorsitzender des Innenausschusses (II Commissione (Interni)).
In der fünften Legislaturperiode war Sullo vom 9. Juli bis zum 12. Dezember 1968 Vorsitzender der Fraktion der Democrazia Cristiana in der Abgeordnetenkammer. Im Kabinett Rumor I bekleidete er daraufhin zwischen dem 12. Dezember 1968 und dem 24. März 1969 den Posten als Minister für öffentlichen Unterricht (Ministro della Pubblica istruzione). Später war er vom 17. Februar bis zum 26. Juni 1972 im Kabinett Andreotti I Minister ohne Geschäftsbereich für die Koordinierung der Initiativen für wissenschaftliche Forschung und Technologie (Ministro senza portafoglio per il coordinamento delle iniziative per la ricerca scientifica e tecnologica). In der sechsten Legislaturperiode übernahm Fiorentino Sullo im Kabinett Andreotti II zwischen dem 26. Juni 1972 und dem 7. Juli 1973 das Amt als Minister ohne Geschäftsbereich für Angelegenheiten der Regionen (Ministro senza portafoglio per gli affari regionali).

### Austritt aus der DC, Mitglied der PSDI und Rückkehr zur DC
Am 8. April 1974 verließ Fiorentino Sullo die DC-Fraktion und war zunächst Parteiloser, ehe er am 3. Juni 1974 der Partito Socialista Democratico Italiano (PSDI) beitrat. Am 4. Juli 1976 schied er aus der Abgeordnetenkammer aus, nachdem er zuvor bei der Wahl vom 20. Juni 1976 nicht wiedergewählt wurde.
Bei der Wahl vom 3. und 4. Juni 1979 wurde Sullo dann für die PSDI für Benevento wieder zum Mitglied der Abgeordnetenkammer gewählt. Während der achten Legislaturperiode war er zwischen dem 11. Juli 1979 und dem 15. Juli 1981 Vorsitzender des Ausschusses für öffentliche Arbeiten (IX Comissione (Lavori Pubblici)). Am 7. Januar 1982 trat er aus der PSDI wieder aus und war vorübergehend parteiloses Mitglied der Abgeordnetenkammer, ehe er sich am 27. August 1982 erneut der Fraktion der Democrazia Cristiana anschloss. Bei der Wahl vom 26. und 27. Juni 1983 wurde er für die DC erneut zum Mitglied der Abgeordnetenkammer gewählt, der er bis zum 1. Juli 1987 angehörte.